# Bečva
Bečva (německy Betschwa, Betsch; polsky Beczwa) je řeka na Moravě. Je největším levostranným přítokem řeky Moravy. Délka toku řeky Bečvy činí 61,5 km. Plocha povodí měří 1620,19 km². Řeka Bečva protéká několika městy: nejvýznamnější z nich jsou Přerov, Valašské Meziříčí, Hranice a Lipník nad Bečvou, ale dále také protéká menšími obcemi jako jsou Poličná, Hustopeče nad Bečvou, Teplice nad Bečvou.

## Průběh toku
Řeka vzniká soutokem Vsetínské Bečvy, která je dlouhá 59 kilometrů a kratší Rožnovské Bečvy o délce 38 kilometrů, pod Valašským Meziříčím. Obě řeky pramení na svazích Vysoké; Vsetínská Bečva na jižní a Rožnovská Bečva na severní straně.
K prameni Rožnovské Bečvy se lze dostat z horské chaty Třeštík po červené turistické značce. Odbočka k prameni je cca 200 m od vrcholu hory Vysoká, vede na sever.
K pramenu Vsetínské Bečvy lze dojít od rozhledny Súkenická, také z nedaleké horské chaty Třeštík.
Bečva se vlévá do Moravy u Tovačova, viz článek Soutok Bečvy a Moravy.

### Větší přítoky
- levé – Loučka, Juhyně;
- pravé – Mřenka, Velička, Jezernice, Trnávka

## Vodní režim
Průměrný průtok u ústí činí 16,7 m³/s.
Hlásné profily:
| místo              | říční km | plocha povodí | průměrný průtok (Qa) | stoletá voda (Q100) | poznámky         |
| ------------------ | -------- | ------------- | -------------------- | ------------------- | ---------------- |
| Teplice nad Bečvou | 41,40    | 1275,54 km²   | 14,8 m³/s            | 908,0 m³/s          | aktualizace 2025 |
| Dluhonice          | 9,30     | 1592,32 km²   | 16,7 m³/s            | 892,0 m³/s          | aktualizace 2025 |

## Historie

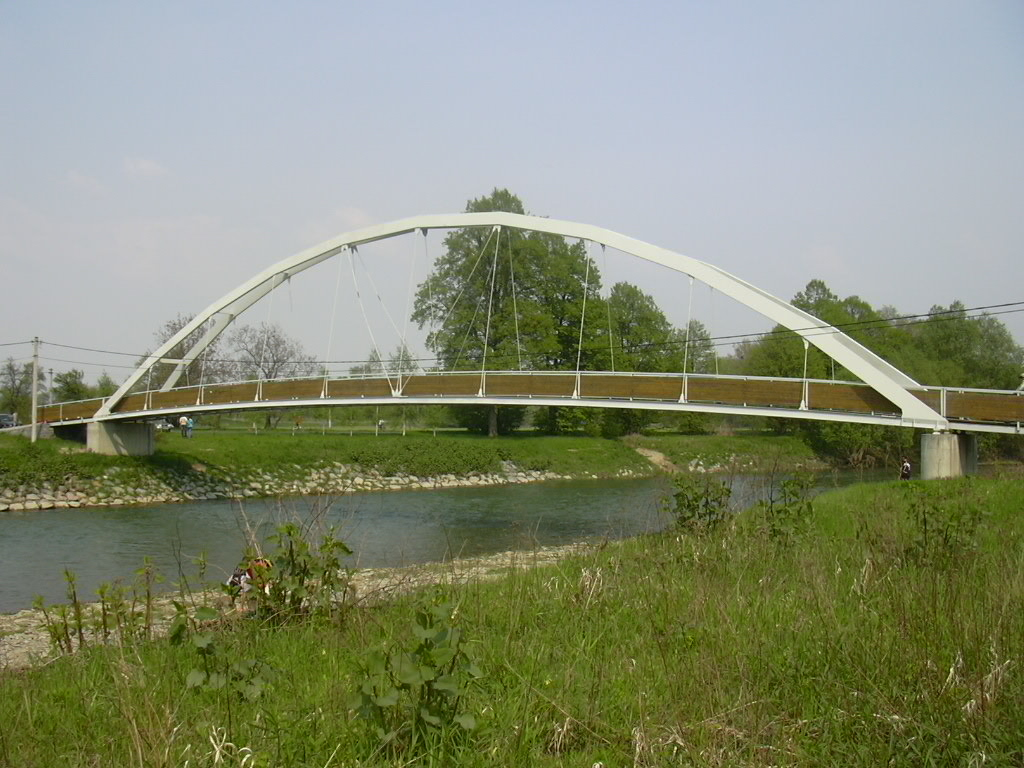
Most přes Bečvu u Rybářů

Oba prameny Bečvy zakreslil na své mapě Moravy z roku 1627 již Jan Amos Komenský. V minulosti sloužila řeka jako dopravní cesta pro plavbu dřeva a také jako zásobárna ledu. Protože byly obě části řeky ve třicátých letech 20. století takřka po celé délce regulovány, hrozí na dolním toku řeky záplavy. Jedny z největších postihly okolí řeky po celém toku v roce 1997. Přinesly několikamilionové škody a ztrátu 49 lidských životů. Dalším rokem záplav byl rok 2010, kdy 17. 5. 2010 byla ve stanici Valašské Meziříčí naměřena hodnota 435 cm a průtok 346 [m3·s−1].

## Ekologie
Bečva je poslední větší štěrkonosnou řekou, na jejímž toku není vybudována přehrada. Okolí řeky Bečvy u Skaličky na Přerovsku je ukázkou zachovalé přírody. Tok tady přirozeně meandruje, stromy jsou volně popadané do vody, nacházejí se tu rozsáhlé štěrkové lavice a vyskytuje se zde množství vzácných živočichů. „V celé České republice můžete nalézt snad jen dvě nebo tři srovnatelné lokality,“ dodal předseda Východomoravské pobočky České společnosti entomologické Dušan Trávníček a zdůraznil unikátnost zkoumaného území.
Z ekologického hlediska by namísto zvažované výstavby vodního díla Skalička měla být zvažována taková systémová řešení, která by jednak minimalizovala nebezpečí povodní, jednak řešila optimální zadržování (retenci) vody v krajině.

### Úniky chemikálií v roce 2020
V září 2020 unikla do řeky toxická látka (pravděpodobně kyanid), která způsobila ekologickou katastrofu. Rybáři vylovili přibližně 40 tun otrávených ryb. Chemikálie unikla do řeky v oblasti Valašského Meziříčí a zamořila více než třicetikilometrový úsek po Přerov. Případ začala vyšetřovat policie jako podezření ze spáchání trestného činu poškození a ohrožení životního prostředí z nedbalosti.
V říjnu, listopadu a prosinci pak do řeky opakovaně unikl nikl a další neznámé látky.

## Využití řeky Bečvy
Největším odběratelem vody z řeky je elektrárna v Přerově s odběrem 18 mil. m³ za rok. Dalšími velkými odběrateli jsou chemický závod Deza ve Valašském Meziříčí, chemické závody v Přerově, cukrovar v Prosenicích, teplárna v Přerově a chemická firma Cabot.

## Další informace
Kolem řeky Bečvy vede cyklostezka Bečva.

## Fotogalerie

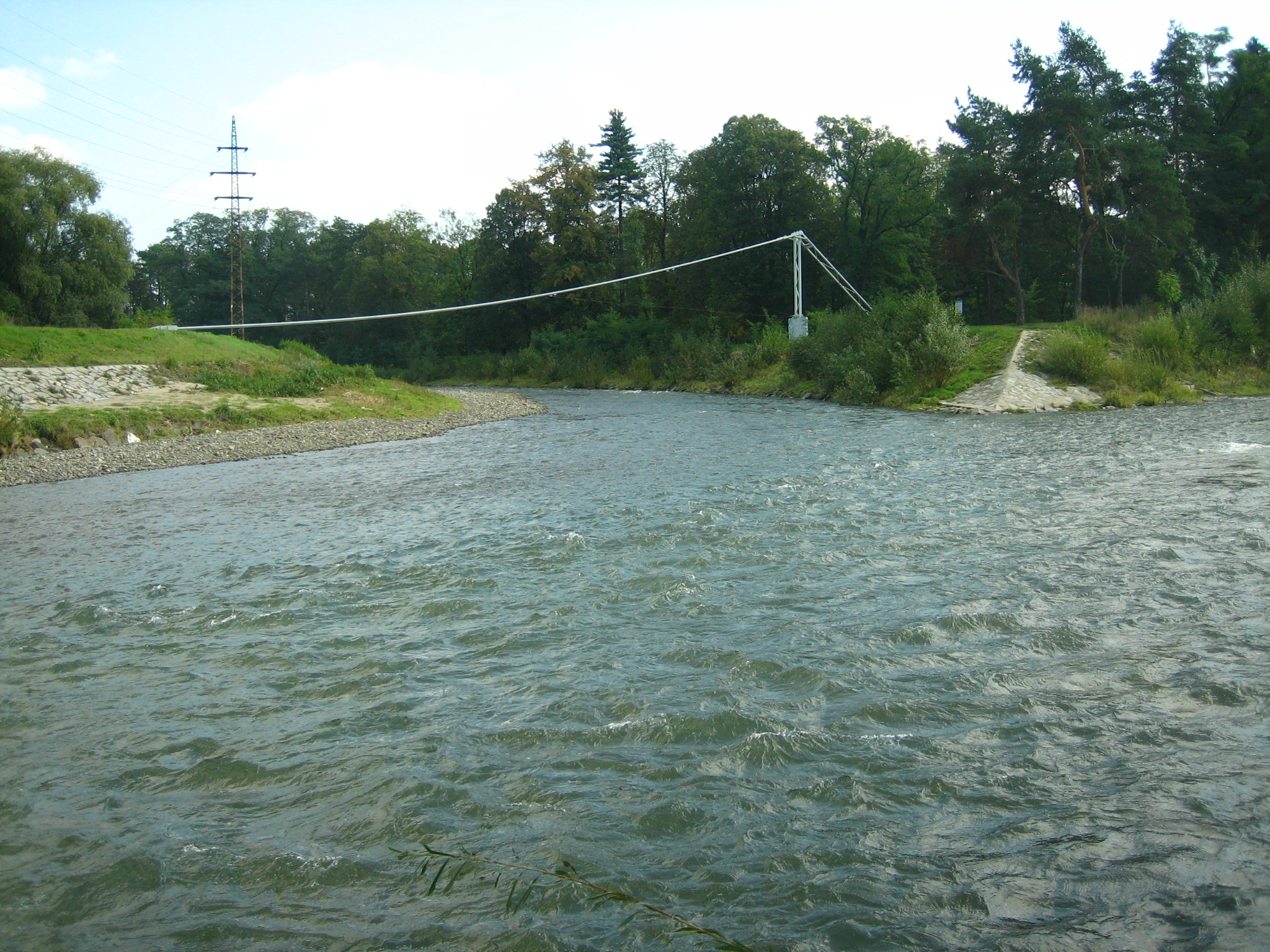
Soutok Vsetínské a Rožnovské Bečvy u Valašského Meziříčí
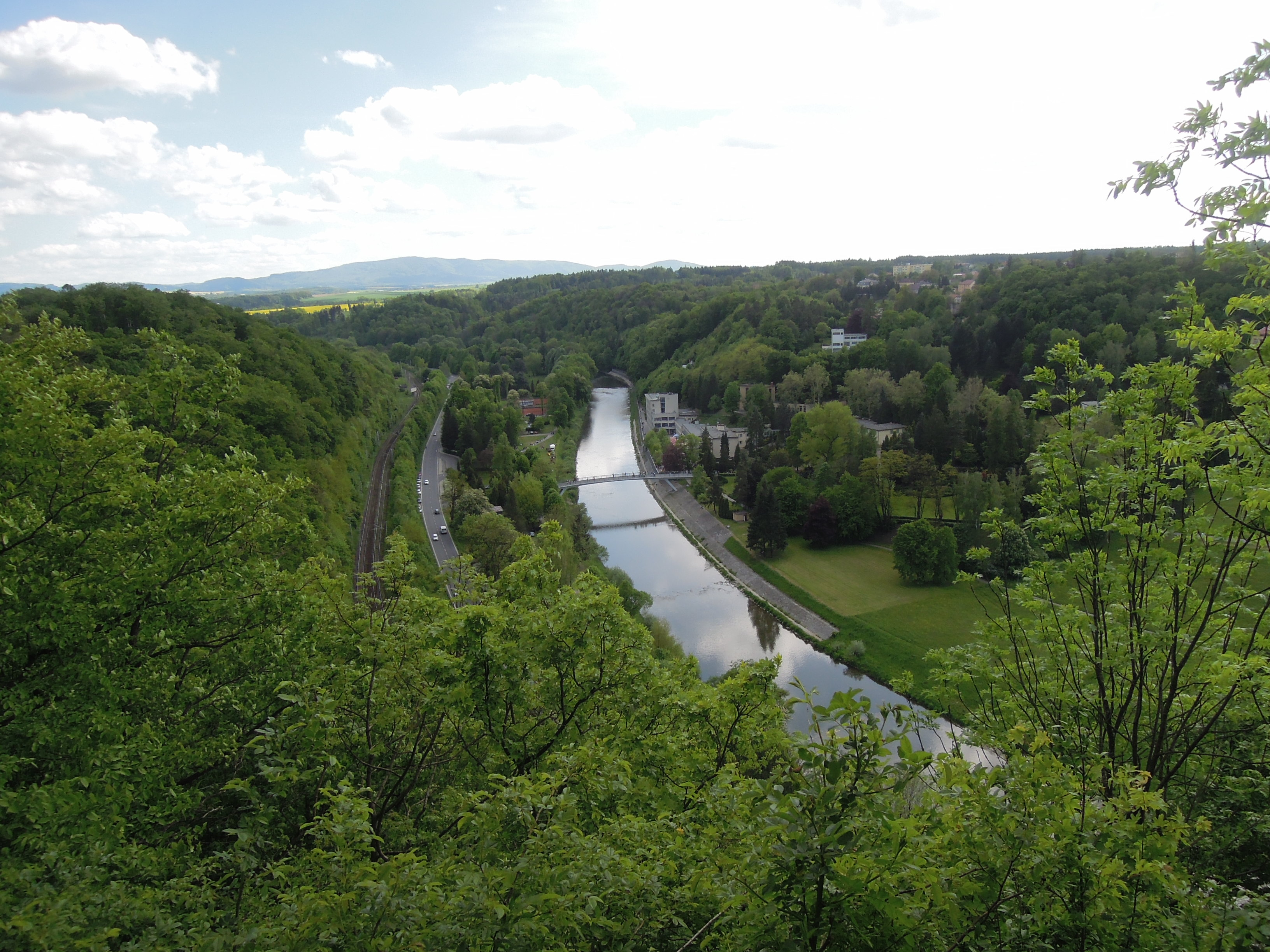
Výhled z Hůrky u Hranic
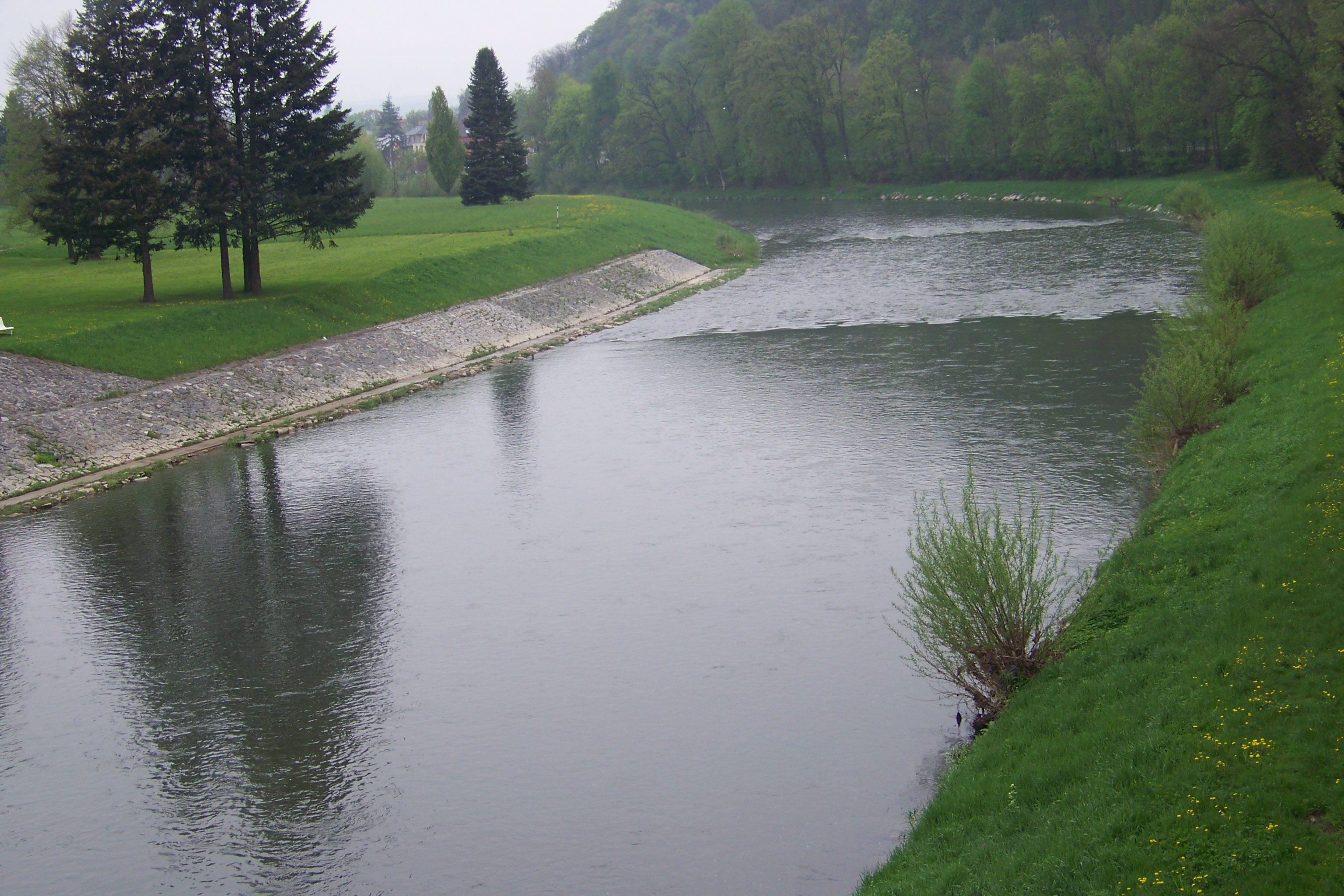
Bečva v Teplicích nad Bečvou
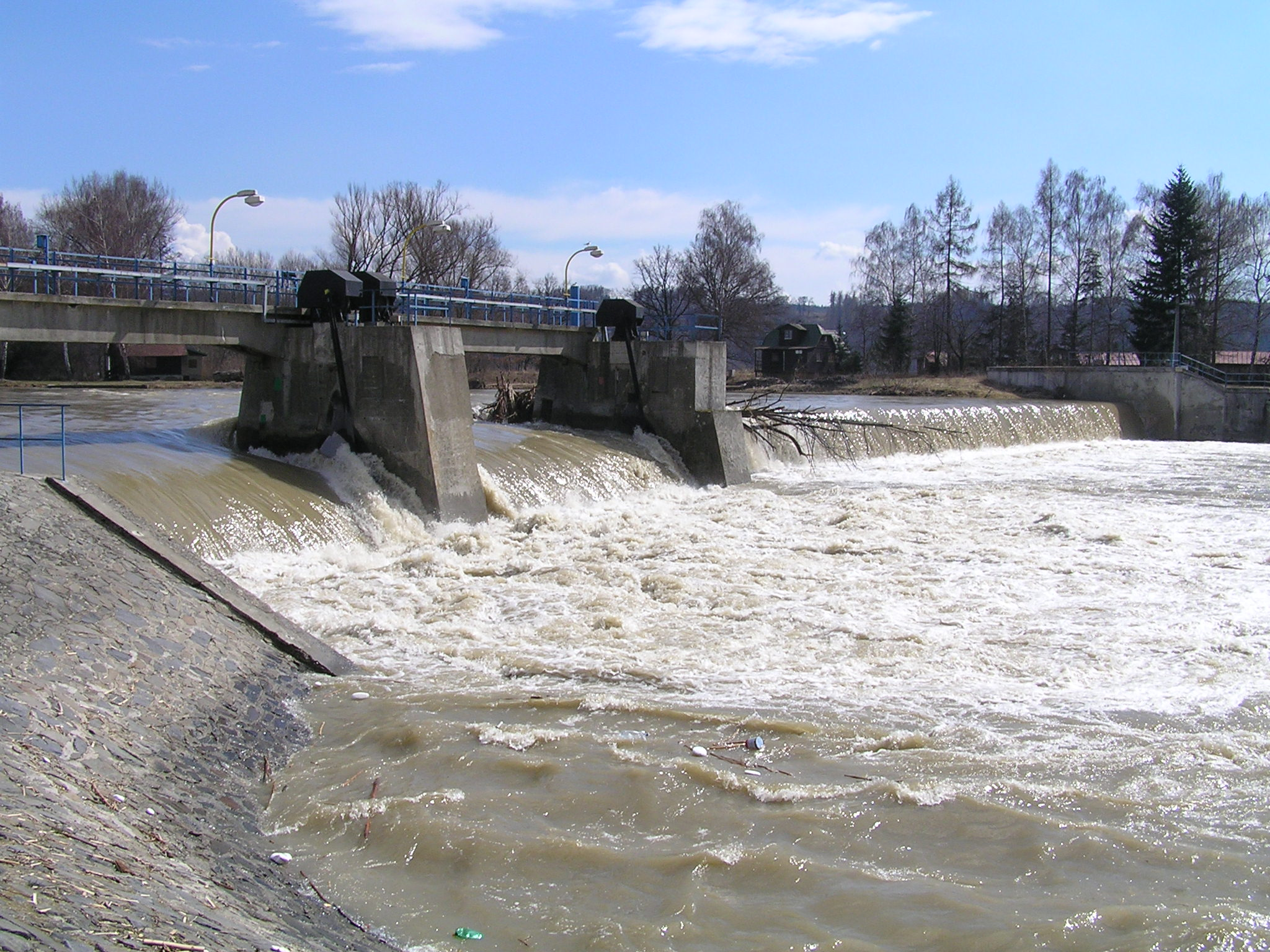
Jez v Oseku nad Bečvou
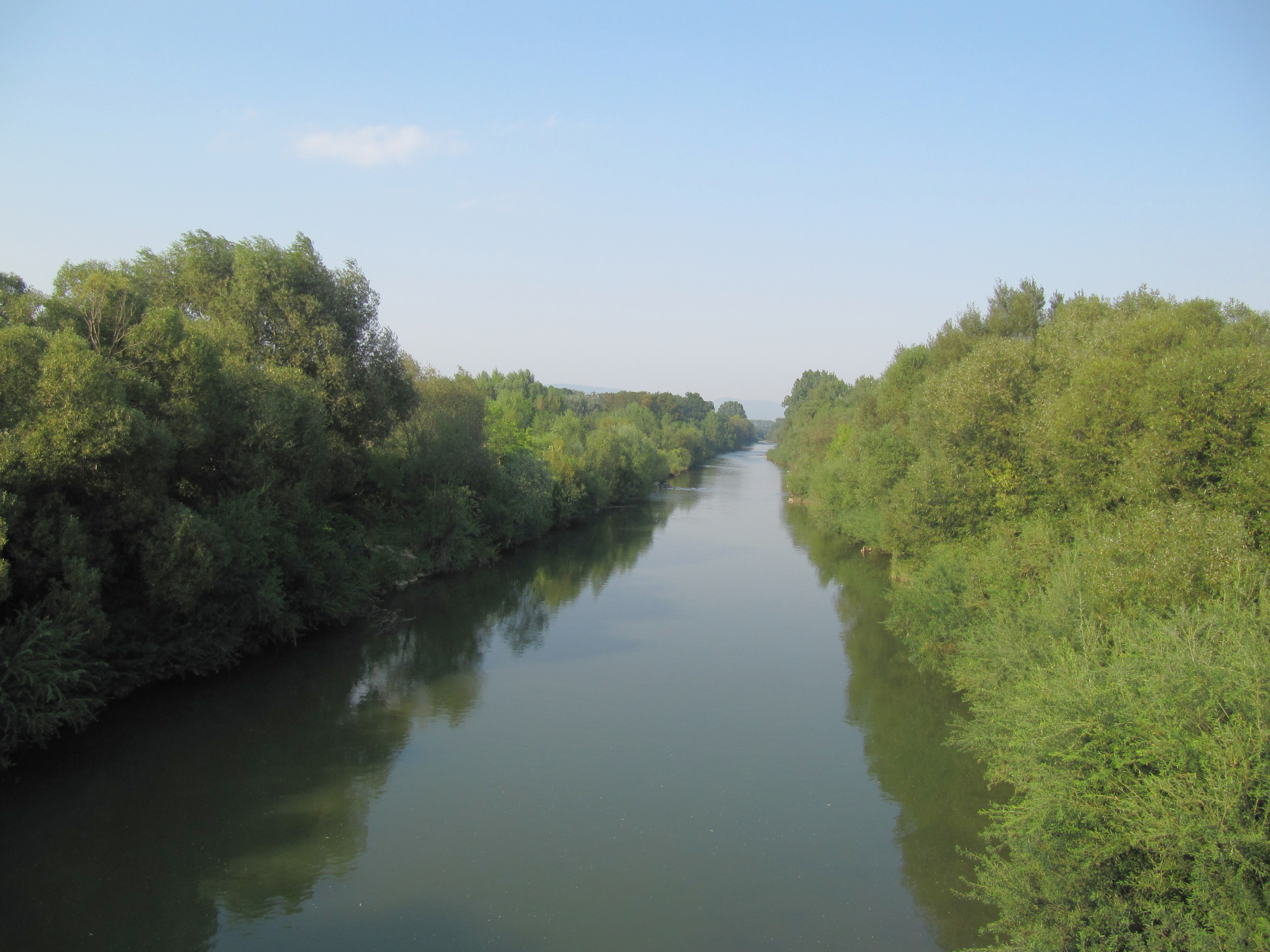
Řeka u Grymova
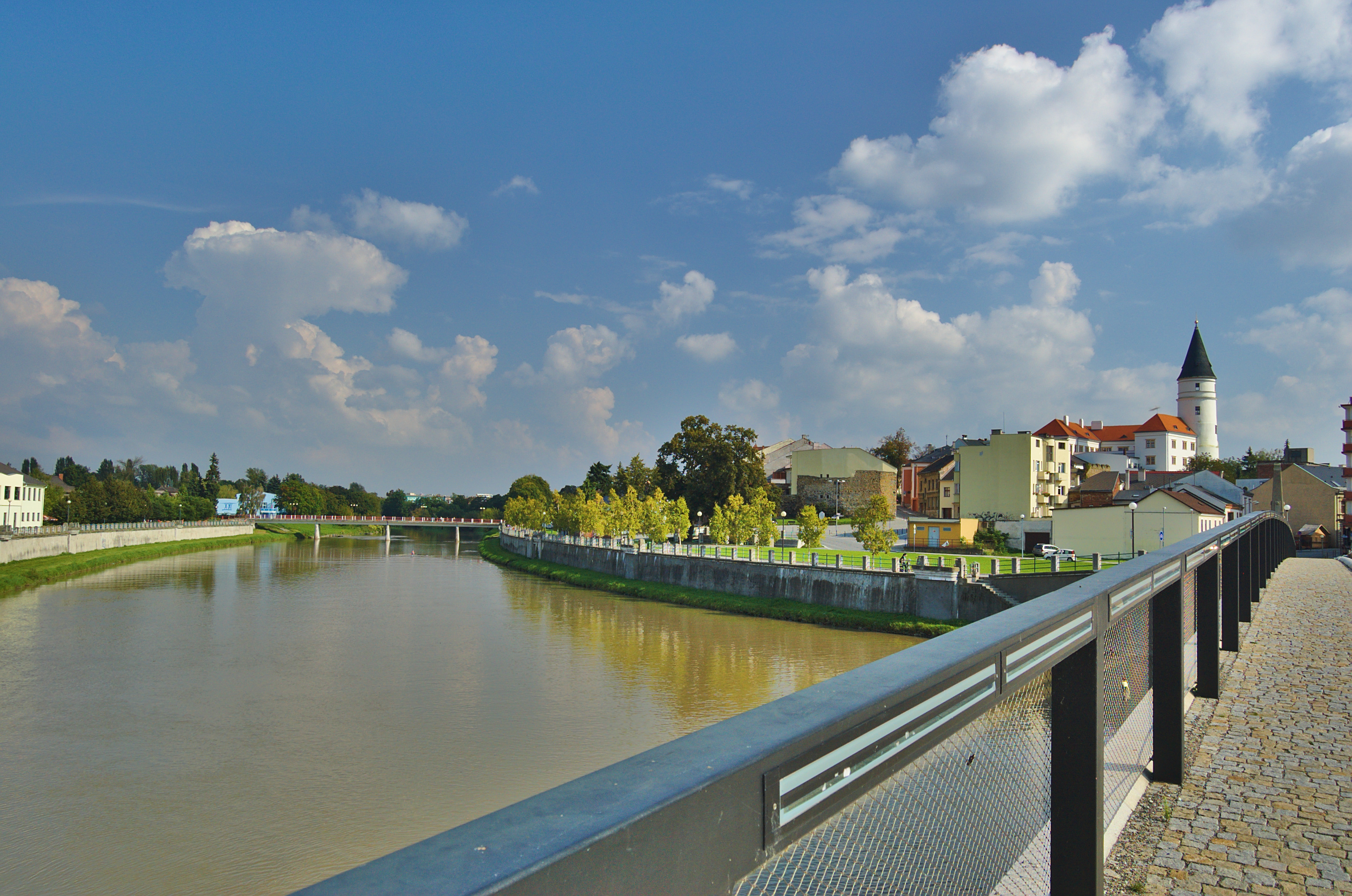
Bečva tekoucí kolem historického centra Přerova
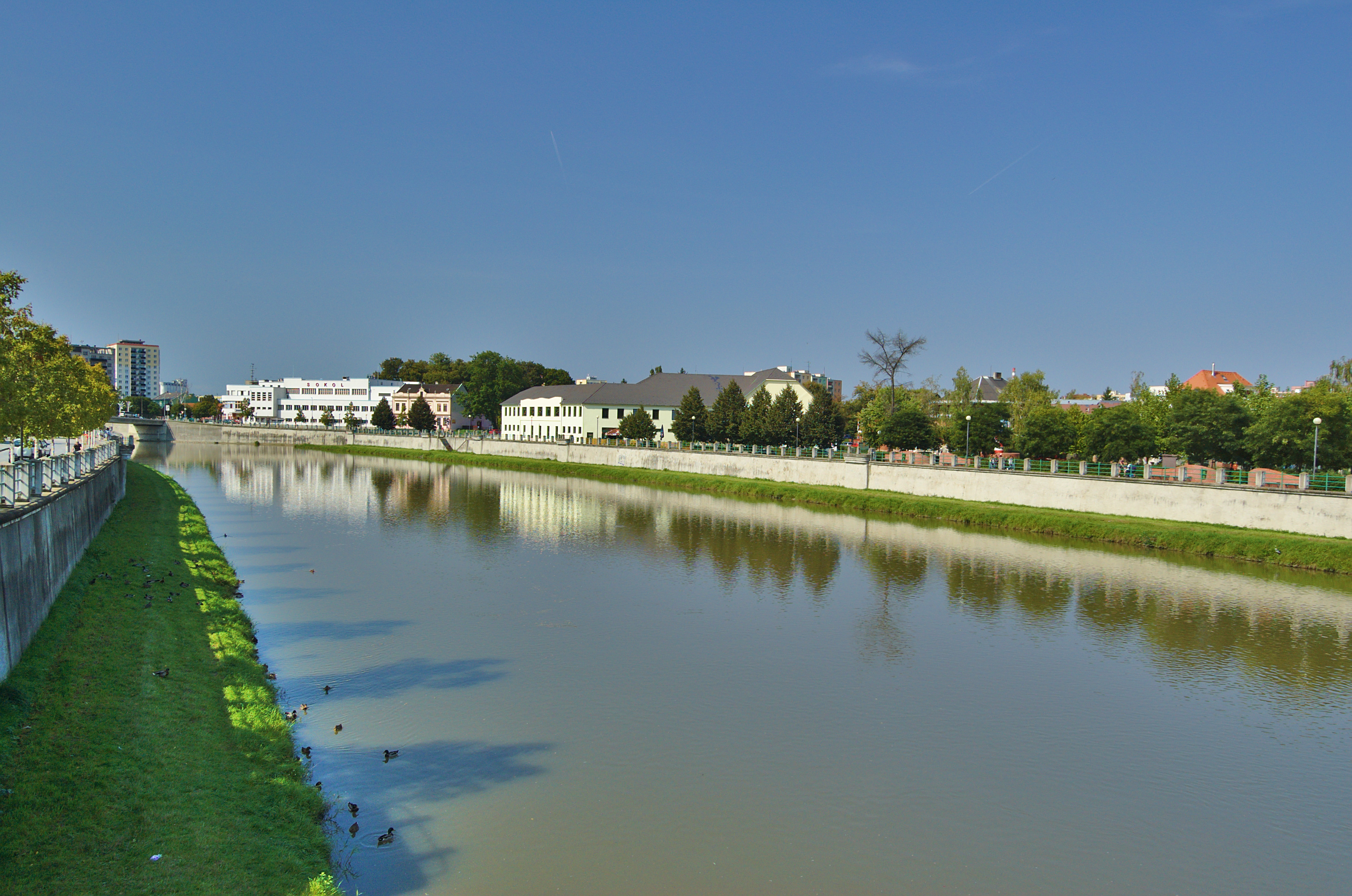
Bečva z lávky U Loděnice
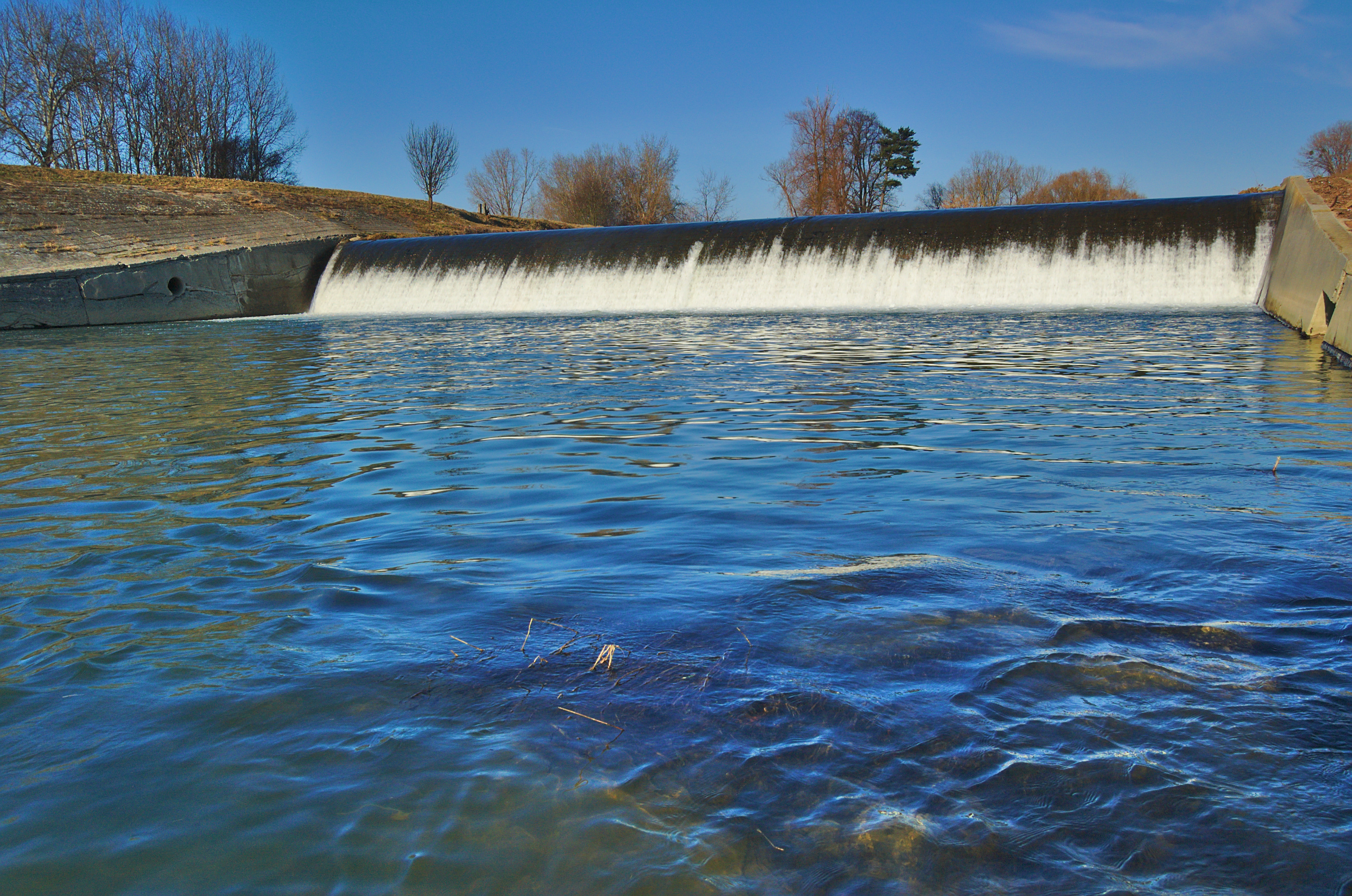
Jez u malé vodní elektrárny u Troubek
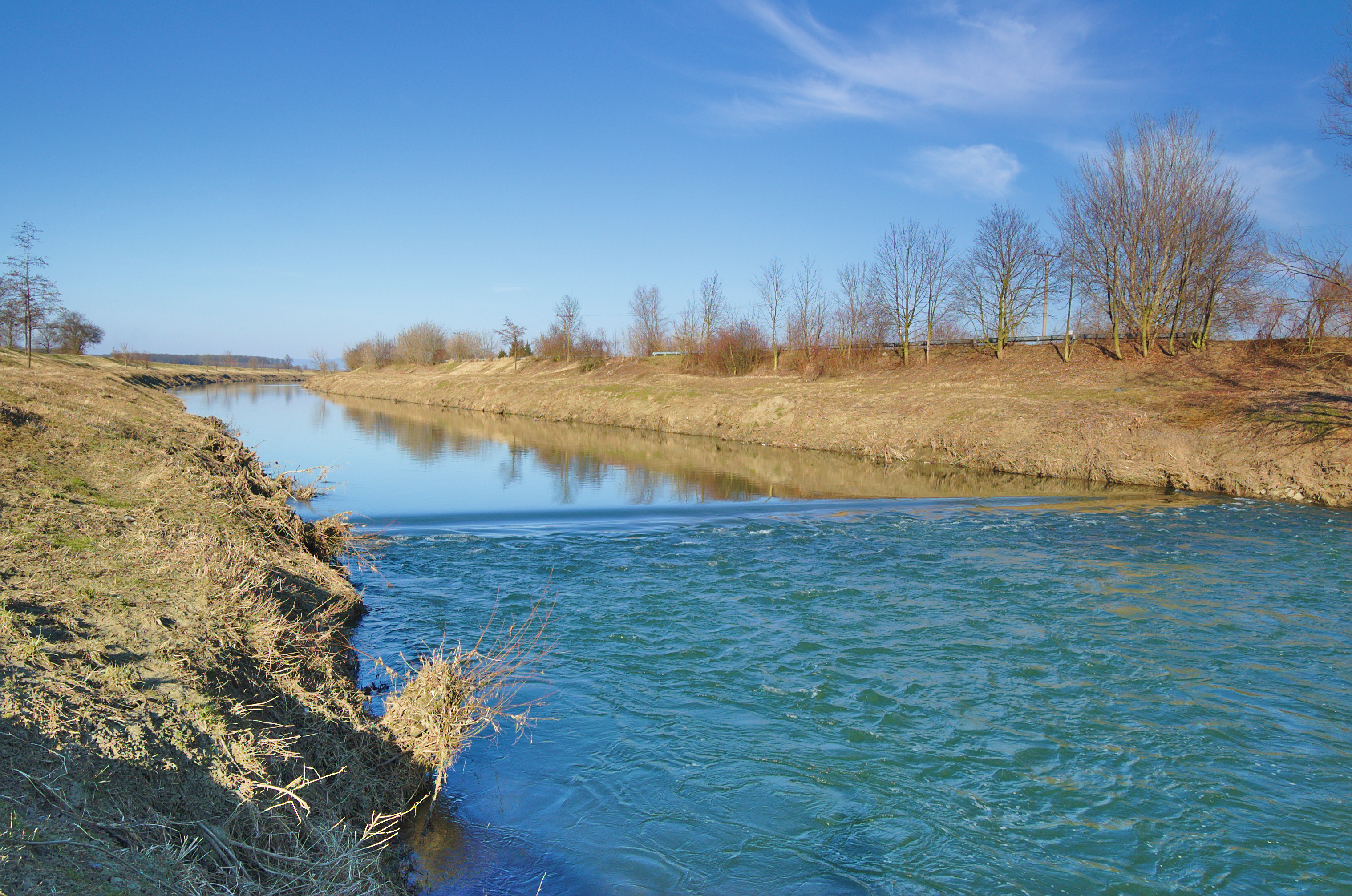
Před soutokem s Moravou
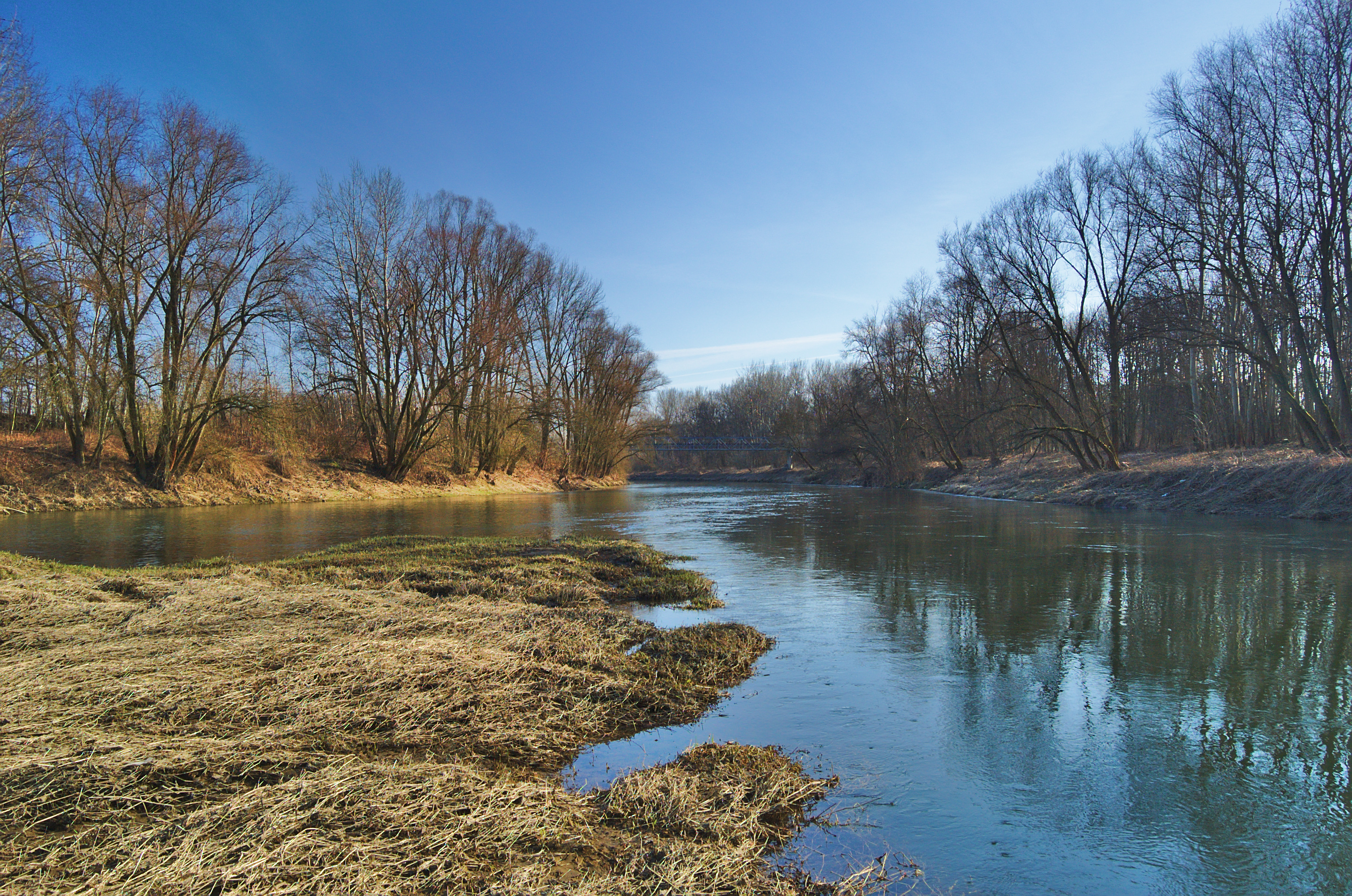
Soutok Bečvy (vlevo) s Moravou (vpravo)
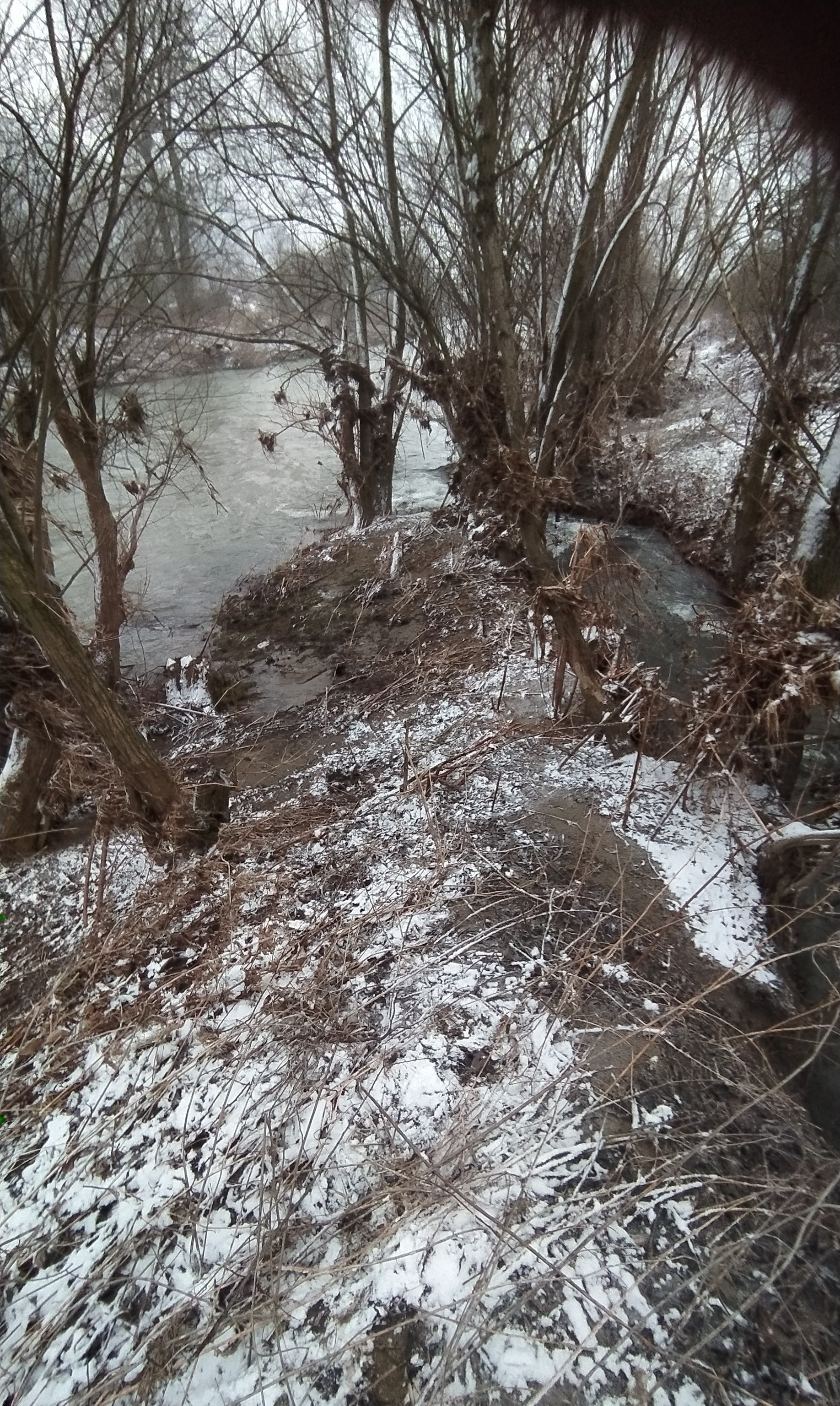
Soutok potoka Jezernice a Bečvy (únor 2021)